# Agustín Julio
Agustín Julio Castró (Cartagena de Indias, Bolívar, Colombia; 25 de octubre de 1974) es un exfutbolista y entrenador colombiano. Jugó como portero.

## Trayectoria jugador
Agustín Julio surgió de las divisiones inferiores de  Independiente Santa Fe, club con el cual debutó como futbolista profesional en el año 1995.

### Independiente Santa Fe
Julio debutó en 1995, frente al Envigado Fútbol Club, en un partido que terminó en empate 1-1. Desde su debut Julio fue referente en el arco cardenal. En su primera etapa con Santa Fe, Julio consiguió llegar a las finales de la Copa Conmebol 1996, en donde  Independiente Santa Fe perdió con Club Atlético Lanús; y a la final de la Copa Merconorte 1999 donde Santa Fe jugó contra uno de sus rivales el América de Cali, donde Julio jugaría todo el partido.

### Junior de Barranquilla
Para el 2000, Agustín se iría a jugar a la capital del Atlántico, para jugar en el Junior de Barranquilla. Allí duró un año, en donde jugó varios partidos, y tuvo buenas actuaciones.

### Vuelta a Santa Fe
Para el 2001, Julio volvió a Bogotá, y jugó un año más en el expreso rojo. Allí alternó la titularidad en el arco santafereño.

### Once Caldas e Independiente Medellín
En el primer semestre del 2002, Agustín fue a jugar a Manizales, para jugar en el Once Caldas. En el equipo albo, no tuvo muchas actuaciones durante el semestre por lo que se fue a jugar a Medellín, en el equipo rojo de la capital de la montaña; el Independiente Medellín. Con el poderoso, se coronó campeón de Colombia ganando el Torneo Finalización.

### Tercera etapa en Santa Fe
Para el 2003, fue confirmado como refuerzo de Independiente Santa Fe. En su tercera etapa con el equipo cardenal, jugó una buena cantidad de partidos y fue nuevamente referente del equipo y uno de los jugadores más queridos de la hinchada santafereña. Su tercera etapa terminó en el mes de diciembre del 2004.

### Deportes Tolima
Agustín fue a jugar al Deportes Tolima, siendo confirmado como nuevo refuerzo a principios del 2005. En el Tolima, Agustín tuvo buenas actuaciones que le ayudaron a ser llamado para jugar la Copa Kirin con la  Selección de Colombia. En Tolima se volvió referente del equipo y uno de los mejores arqueros de la Liga Colombiana.

### Regreso y última etapa en Independiente Santa Fe
En 2008, Julio volvió al equipo del cual es hincha, Independiente Santa Fe. Con Santa Fe jugó la mayoría de los partidos del año, teniendo buenas actuaciones que lo volvieron a hacer figura del equipo cardenal. Gracias a estos buenos partidos y las buenas atajadas, Agustín vuelve a ser llamado a la Selección de Colombia, para jugar las eliminatorias al Mundial de Sudáfrica 2010. En el 2009, Julio pasó a la historia como uno de los mejores arqueros de la historia de Santa Fe, cuando en la final de la Copa Colombia, en la tanda de penaltis tapó 3 penaltis, haciendo así que el rojo bogotano, ganara su segunda Copa Colombia, y un título después de mucho tiempo. Agustín siguió siendo unos de los referentes e ídolos de Independiente Santa Fe, llegando a los cuadrangulares en el 2010, a los octavos de final de la Copa Sudamericana de 2010; y también llegando a cuartos de final en el 2011. 

## Otros cargos

### Gerente deportivo
El día 27 de diciembre de 2011 fue anunciado como el gerente deportivo y uno de los asistente técnicos de Independiente Santa Fe. En esta doble función integró los cuerpos técnicos de: Wilson Gutiérrez, Gustavo Costas, Gerardo Pelusso, Alexis García, Gregorio Pérez, Guillermo Sanguinetti, Gerardo Bedoya, Patricio Camps, Harold Rivera, Grigori Méndez, Martín Cardetti, Alfredo Arias y Hubert Bodhert.
En el Clásico bogotano disputado entre Millonarios e Independiente Santa Fe, el 24 de abril de 2022 Agustín alcanzó la cifra de mil partidos al servicio del equipo cardenal: (378) como jugador, (614) como gerente-asistente y (8) como entrenador interino.
El 2 de agosto de 2023, Agustín se marcha de la institución tras haber conseguido en esta función 8 títulos en 685 partidos.
En el Torneo Finalización 2024 llega a Águilas Doradas.

### Entrenador
Agustín, dirigió al Independiente Santa Fe Femenino, campeón de la primera edición de la Liga Profesional Femenina de Fútbol de Colombia en 2017.

## Selección Colombia
Fue convocado para la Selección de Colombia durante la Copa Kirin, y los ocho primeros partidos de las eliminatorias al Mundial de Sudáfrica 2010. Pasó 876 minutos sin recibir un gol (747 antes del partido contra la selección de Venezuela más 90 minutos de este partido, y 37 más hasta que le convirtió el argentino Lionel Messi).
Antes de eso en las eliminatorias para el mundial 2010 Julio solía ser el portero número uno de la selección de fútbol de Colombia . Se había ganado su puesto después de que el anterior portero titular Miguel Calero permitiera nueve goles en dos partidos. En su etapa como portero, salvó a Colombia muchas veces durante los dos primeros partidos de las eliminatorias contra Brasil y Bolivia, y se le conocía como San Agustín .
Julio fue capitán de Colombia en nueve de los primeros 11 partidos de clasificación para la Copa Mundial de la FIFA 2010 . Tuvo un comienzo exitoso en su reinado como capitán con una gran victoria sobre Argentina . Sin embargo, surgieron dudas sobre la capitanía de Julio después de una derrota por 4-0 ante Chile. La capitanía y el lugar de Julio en el equipo se perdieron pronto tras esta derrota.
Sin embargo, en un impactante vuelco Agustín Julio logró recuperar su lugar en el lateral colombiano en el partido contra Ecuador . El equipo colombiano de Julio ganó el partido 2-0, lo que llevó al equipo nuevamente a las posiciones de playoffs. Julio hizo una parada crítica en el minuto 72 del partido cuando Colombia cuando el marcador aún estaba 0-0, y logró salvar un tiro raso con los pies desde quemarropa.
Agustín Julio siguió siendo una figura popular en Colombia, con fanáticos que solicitaban en sitios de Internet que reincorporaran a Julio al equipo, y después de una gran actuación durante los primeros cuatro juegos de las eliminatorias, fue calificado como el 15º mejor portero del mundo. Aun así Julio no volvió a ser convocado y perdió su titularidad ante David Ospina.

### Participaciones enCopas América
| Torneo            | Sede     | Resultado        | PJ                           | GR | VI |
| ----------------- | -------- | ---------------- | ---------------------------- | -- | -- |
| Copa América 1999 | Paraguay | Cuartos de final | 0 (4 partidos como suplente) | 0  | 0  |

### Participaciones enEliminatorias al Mundial
| Eliminatoria                            | Sede del Mundial | Posición      | Resultado | PJ | GR  | VI |
| --------------------------------------- | ---------------- | ------------- | --------- | -- | --- | -- |
| Eliminatorias Mundial de Sudáfrica 2010 | Sudáfrica        | 7°lugar 23pts | Eliminado | 12 | -10 | 6  |

## Estadísticas como jugador

#### Clubes
| Club                              | Temporada | Liga | Liga  | Copas Nacionales | Copas Nacionales | Copas Internacionales | Copas Internacionales | Total | Total |
| Club                              | Temporada | PJ.  | Goles | PJ.              | Goles            | PJ.                   | Goles                 | PJ.   | Goles |
| --------------------------------- | --------- | ---- | ----- | ---------------- | ---------------- | --------------------- | --------------------- | ----- | ----- |
| Santa Fe · Colombia               | 1995-96   | ?    | 0     | Inexistentes     | Inexistentes     | Desconocido           | Desconocido           | ?     | 0     |
| Santa Fe · Colombia               | 1996-97   | ?    | 0     | Inexistentes     | Inexistentes     | Inexistentes          | Inexistentes          | ?     | 0     |
| Santa Fe · Colombia               | 1998      | ?    | 0     | Inexistentes     | Inexistentes     | Inexistentes          | Inexistentes          | ?     | 0     |
| Santa Fe · Colombia               | 1999      | 35   | 0     | Inexistentes     | Inexistentes     | Desconocido           | Desconocido           | 35    | 0     |
| Junior · Colombia                 | 2000      | 46   | 0     | Inexistentes     | Inexistentes     | 8                     | 0                     | 54    | 0     |
| Santa Fe · Colombia               | 2001      | 43   | 0     | Inexistentes     | Inexistentes     | Inexistentes          | Inexistentes          | 43    | 0     |
| Once Caldas · Colombia            | 2002      | 20   | 0     | Inexistentes     | Inexistentes     | 6                     | 0                     | 26    | 0     |
| Independiente Medellín · Colombia | 2002      | 4    | 0     | Inexistentes     | Inexistentes     | Inexistentes          | Inexistentes          | 4     | 0     |
| Santa Fe · Colombia               | 2003      | 22   | 0     | Inexistentes     | Inexistentes     | Inexistentes          | Inexistentes          | 22    | 0     |
| Santa Fe · Colombia               | 2004      | 12   | 0     | Inexistentes     | Inexistentes     | Inexistentes          | Inexistentes          | 12    | 0     |
| Deportes Tolima · Colombia        | 2004      | 20   | 0     | Inexistentes     | Inexistentes     | Inexistentes          | Inexistentes          | 20    | 0     |
| Deportes Tolima · Colombia        | 2005      | 39   | 0     | Inexistentes     | Inexistentes     | Inexistentes          | Inexistentes          | 39    | 0     |
| Deportes Tolima · Colombia        | 2006      | 47   | 0     | Inexistentes     | Inexistentes     | 6                     | 0                     | 53    | 0     |
| Deportes Tolima · Colombia        | 2007      | 32   | 0     | Inexistentes     | Inexistentes     | 8                     | 0                     | 40    | 0     |
| Santa Fe · Colombia               | 2008      | 39   | 0     | Desconocido      | Desconocido      | Inexistentes          | Inexistentes          | 39    | 0     |
| Santa Fe · Colombia               | 2009      | 39   | 0     | Desconocido      | Desconocido      | Inexistentes          | Inexistentes          | 39    | 0     |
| Santa Fe · Colombia               | 2010      | 35   | 0     | Desconocido      | Desconocido      | 6                     | 0                     | 41    | 0     |
| Santa Fe · Colombia               | 2011      | 19   | 0     | 5                | 0                | 1                     | 0                     | 25    | 0     |

#### Selección nacional
| Selección                   | Año               | Amistosos | Amistosos | Copa América | Copa América | Copa Mundial | Copa Mundial | Eliminatorias Mundialistas | Eliminatorias Mundialistas | Total | Total |
| Selección                   | Año               | Part.     | Goles     | Part.        | Goles        | Part.        | Goles        | Part.                      | Goles                      | Part. | Goles |
| --------------------------- | ----------------- | --------- | --------- | ------------ | ------------ | ------------ | ------------ | -------------------------- | -------------------------- | ----- | ----- |
| Colombia Mayores · Colombia |                   |           |           |              |              |              |              |                            |                            |       |       |
| 1999                        | 3                 | 0         | 0         | 0            | --           | --           | --           | --                         | 3                          | 0     |       |
| 2007                        | 5                 | 0         | --        | --           | --           | --           | 4            | 0                          | 9                          | 0     |       |
| 2008                        | 6                 | --        | --        | --           | --           | --           | 6            | 0                          | 12                         | 0     |       |
| 2009                        | 3                 | 0         | --        | --           | --           | --           | 2            | 0                          | 5                          | 0     |       |
| Total                       | 17                | 0         | 0         | 0            | 0            | 0            | 12           | 0                          | 29                         | 0     |       |
| Total en Colombia           | Total en Colombia | 17        | 0         | 0            | 0            | 0            | 0            | 12                         | 0                          | 29    | 0     |

## Estadísticas como gerente deportivo
| Independiente Santa Fe · Colombia | 1ª                | 2012              | 44  | 18  | 16  | 10  | 12 | 5  | 2  | 5  | ―  | ―  | ―  | ―  | ― | ― | ― | ― | 56  | 23  | 18  | 15  | 51.78% |
| Independiente Santa Fe · Colombia | 1ª                | 2013              | 50  | 21  | 16  | 13  | 12 | 3  | 8  | 1  | 12 | 8  | 2  | 2  | 2 | 2 | 0 | 0 | 76  | 34  | 26  | 16  | 56.14% |
| Independiente Santa Fe · Colombia | 1ª                | 2014              | 48  | 23  | 12  | 13  | 18 | 14 | 2  | 2  | 8  | 2  | 2  | 4  | ― | ― | ― | ― | 74  | 39  | 16  | 19  | 59.91% |
| Independiente Santa Fe · Colombia | 1ª                | 2015              | 42  | 17  | 14  | 11  | 8  | 5  | 1  | 2  | 22 | 10 | 6  | 6  | 2 | 1 | 0 | 1 | 74  | 33  | 21  | 20  | 54.05% |
| Independiente Santa Fe · Colombia | 1ª                | 2016              | 48  | 24  | 13  | 11  | 6  | 3  | 1  | 2  | 13 | 6  | 3  | 4  | ― | ― | ― | ― | 67  | 33  | 17  | 17  | 57.71% |
| Independiente Santa Fe · Colombia | 1ª                | 2017              | 46  | 20  | 16  | 10  | 4  | 1  | 3  | 0  | 10 | 3  | 4  | 3  | 2 | 1 | 1 | 0 | 62  | 25  | 24  | 13  | 53.22% |
| Independiente Santa Fe · Colombia | 1ª                | 2018              | 40  | 16  | 11  | 13  | 4  | 2  | 2  | 0  | 18 | 6  | 9  | 3  | ― | ― | ― | ― | 62  | 24  | 22  | 16  | 50.54% |
| Independiente Santa Fe · Colombia | 1ª                | 2019              | 46  | 12  | 18  | 16  | 8  | 3  | 4  | 1  | ―  | ―  | ―  | ―  | ― | ― | ― | ― | 54  | 15  | 22  | 17  | 41.36% |
| Independiente Santa Fe · Colombia | 1ª                | 2020              | 26  | 14  | 8   | 4   | 3  | 1  | 1  | 1  | ―  | ―  | ―  | ―  | ― | ― | ― | ― | 29  | 15  | 9   | 5   | 62.06% |
| Independiente Santa Fe · Colombia | 1ª                | 2021              | 40  | 15  | 14  | 11  | 4  | 3  | 0  | 1  | 6  | 0  | 3  | 3  | 2 | 2 | 0 | 0 | 52  | 20  | 17  | 15  | 49.36% |
| Independiente Santa Fe · Colombia | 1ª                | 2022              | 46  | 19  | 13  | 14  | 4  | 2  | 0  | 2  | ―  | ―  | ―  | ―  | ― | ― | ― | ― | 50  | 21  | 13  | 16  | 50.67% |
| Independiente Santa Fe · Colombia | 1ª                | 2023              | 21  | 8   | 5   | 8   | 1  | 0  | 0  | 1  | 7  | 3  | 1  | 3  | ― | ― | ― | ― | 29  | 11  | 6   | 12  | 44.83% |
| Consolidado Total                 | Consolidado Total | Consolidado Total | 497 | 207 | 156 | 134 | 84 | 42 | 24 | 18 | 96 | 38 | 30 | 28 | 8 | 6 | 1 | 1 | 685 | 293 | 211 | 181 | 53.04% |
| 1. 2. 3. 4. 5.                    |                   |                   |     |     |     |     |    |    |    |    |    |    |    |    |   |   |   |   |     |     |     |     |        |

## Estadistícas como entrenador
| Equipo                           | Torneo            | Partidos | Partidos | Partidos | Partidos |
| Equipo                           | Torneo            | PJ       | PG       | PE       | PP       |
| -------------------------------- | ----------------- | -------- | -------- | -------- | -------- |
| Santa Fe Femenino · Colombia     |                   |          |          |          |          |
| Liga 2017                        | 8                 | 7        | 1        | 0        |          |
| Copa Libertadores 2017           | 3                 | 1        | 1        | 1        |          |
| Total club                       | 11                | 8        | 2        | 1        |          |
| Santa Fe · (interino) · Colombia |                   |          |          |          |          |
| Liga 2018                        | 4                 | 2        | 1        | 1        |          |
| Copa Libertadores 2018           | 4                 | 1        | 2        | 1        |          |
| Total club                       | 8                 | 3        | 3        | 2        |          |
| Consolidado Total                | Consolidado Total | 19       | 11       | 5        | 3        |

## Palmarés
Como jugador
| Título              | Club                   | Año  |
| ------------------- | ---------------------- | ---- |
| Torneo Finalización | Independiente Medellín | 2002 |
| Copa Colombia       | Santa Fe               | 2009 |

Como asistente y gerente deportivo
| Título                | Club     | Año  |
| --------------------- | -------- | ---- |
| Torneo Apertura       | Santa Fe | 2012 |
| Superliga de Colombia | Santa Fe | 2013 |
| Torneo Finalización   | Santa Fe | 2014 |
| Superliga de Colombia | Santa Fe | 2015 |
| Copa Sudamericana     | Santa Fe | 2015 |
| Torneo Finalización   | Santa Fe | 2016 |
| Copa Suruga Bank      | Santa Fe | 2016 |
| Superliga de Colombia | Santa Fe | 2017 |

Como DT
| Título                                          | Club     | Año  |
| ----------------------------------------------- | -------- | ---- |
| Liga Profesional Femenina de Fútbol de Colombia | Santa Fe | 2017 |